# Fuhlensee (Ruhwinkel)
Der Fuhlensee ist ein See im Kreis Plön im deutschen Bundesland Schleswig-Holstein nordöstlich der Ortschaft Ruhwinkel. Er gehört zur Bornhöveder Seenkette, ist ca. zwei Hektar groß und hat die Form einer Birne. An der längsten Stelle misst er etwa 210 Meter, an der breitesten Stelle etwa 150 Meter. Der See liegt zentral im 41,71 Hektar großen Naturschutzgebiet Fuhlensee und Umgebung.
Bei dem See handelt es sich um einen, zum größten Teil verlandeten Binnensee. Das Ufer ist durch dichten Laubwald, mit Erlen und Buchen dominiert, an einigen Stellen existieren auch Niedermoore. Einen Zugang zum Ufer gibt es nicht, einzig von einer Erhöhung nahe Ruhwinkel kann man Teile des Sees sehen. Die Landschaft um den See ist von eiszeitlichen Moränen geprägt.

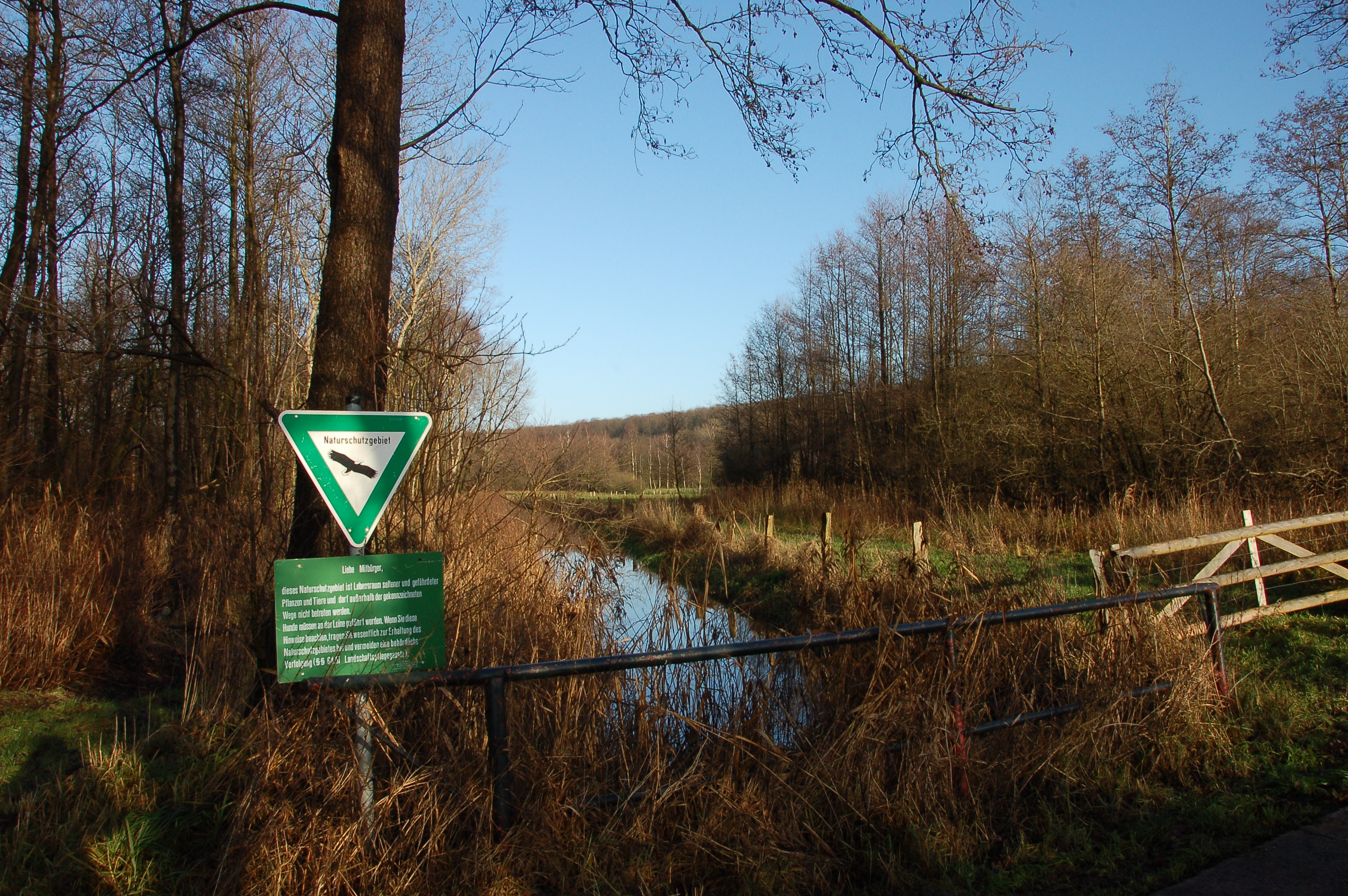
Naturschutzgebiet Fuhlensee